# H. Guy Hunt
Harold Guy Hunt (17 de Junho de 1933 - 30 de Janeiro de 2009) foi um político e pastor americano que exerceu como o 49º Governador do Alabama de 1987 até 1993. Foi o primeiro Republicano a exercer como governador do estado desde a Reconstrução.

## Primeiros anos
Hunt nasceu no dia 17 de Junho de 1933 em Holly Pond, Alabama,  filho de William Otto e Frances Holcombe Hunt. Ainda jovem, Hunt juntou-se à Mt. Igreja Batista Primitiva de Vernon, que tornou-se uma influência crítica para o futuro governador. Menos de um ano depois do ensino médio, com apenas 17 anos, Hunt casou-se com Helen Chambers no dia 25 de Fevereiro de 1951 e o casal teria quatro filhos que continuaram a tradição agrícola de sua família. Durante a Guerra da Coreia, Hunt serviu em duas divisões do Exército dos EUA, recebendo o certificado de honra por excelente desempenho no serviço militar e a distinta medalha de serviço. Após o serviço militar, Hunt retornou à fazenda da família em Holly Pond e acabou sendo formalmente consagrado como pastor na Igreja Batista Primitiva.

## Eleição como governador
Depois que Reagan venceu a eleição em 1980, nomeou Hunt como Diretor Estadual da Comissão de Estabilização e Conservação Agrícola. Renunciou em 1985 para concorrer ao cargo de governador. Sua campanha não foi levada a sério a princípio, mesmo entre os Republicanos, que estavam mais preocupados em ajudar o Senador Jeremiah Denton a vencer a reeleição. A imprensa prestou pouca atenção à primária Republicana do governo, esperando plenamente que o vencedor da primária Democrata fosse o próximo governador.
No entanto, as primárias Democratas viram o Procurador-Geral do Alabama, Charles Graddick (D), em um segundo turno com o Vice-governador Democrata Bill Baxley. Graddick, o candidato mais conservador, ganhou por alguns milhares de votos. No entanto, Baxley autuou, alegando que Graddick violou os regulamentos primários, incentivando os Republicanos a "juntarem-se" e votar como Democratas. Graddick, por sua vez, sustentou que isso era legal porque o Alabama era um estado com eleição aberta. A Suprema Corte do estado disse aos Democratas para declarar Baxley o vencedor por padrão ou realizar outra primária. O partido escolheu Baxley.
Alabamenses, acostumados a um sistema em que todos podiam votar nas primárias, ficaram indignados e eliminaram suas frustrações votando em Hunt. Em Novembro, Hunt venceu a eleição por 13 pontos e 56% dos votos, recebendo o maior número de votos de todos os tempos para um candidato ao governo da época. A eleição de Hunt surpreendeu muitos alabamenses desde que o último governador Republicano havia deixado o cargo 113 anos antes, no final da Reconstrução.
Venceu por pouco a reeleição em 1990, depois de estar perdendo a maior parte do tempo. A eleição de Hunt é amplamente creditada pelo início da ascensão do Partido Republicano do estado; apenas dois Democratas ocupavam o cargo desde seu mandato e apenas um deles por eleição.
Hunt promoveu uma grande reforma penal e tentou trazer mais indústria e turismo para o estado, mas teve que lutar sobre uma oposição muito grande na legislatura estadual.
Como Governador, Hunt presidiu oito execuções no Alabama, todas por cadeira elétrica.

## Acusação criminal, condenação e perdão
Em 1992, a Suprema Corte do Alabama decidiu que os contribuintes poderiam processar Hunt por voar em aeronaves públicos para compromissos de pregação, onde Hunt recebeu contribuições monetárias, embora as acusações tenham sido retiradas.
Um tribunal indiciou Hunt por roubo, conspiração e violações de ética. Os promotores disseram que pegou 200.000 dólares em uma conta inaugural de 1987 e usou-a para comprar chuveiros de mármore e cortadores de grama. Hunt foi considerado culpado. Como a constituição estadual não permite que criminosos condenados ocupem o cargo, Hunt foi forçado a renunciar no dia 22 de Abril de 1993.
Depois de receber uma ordem de pagar 12.000 dólares, Hunt iniciou um período de liberdade condicional de cinco anos em 1994. Em Fevereiro de 1998, pediu ao conselho de liberdade condicional que reduzisse sua liberdade condicional em quatro meses; o juiz aumentou a liberdade condicional em cinco anos. Em Abril de 1998, depois de cumprir sua sentença completa e pagar sua multa, o conselho de liberdade condicional concedeu um perdão a Hunt.

## Morte
Hunt morreu no dia 30 de Janeiro de 2009, após uma longa batalha contra o câncer de pulmão.